# Organização Mundial contra a Tortura
A Organização Mundial Contra a Tortura (OMCT) é a maior coalizão de organizações não governamentais que lutam contra a detenção arbitrária, a tortura, as execuções sumárias e arbitrárias, os desaparecimentos forçados e outras formas de violência. Sua rede global consta de cerca de 300 organizações locais, nacionais e regionais, que compartilham o objetivo comum de erradicar tais práticas e garantir o respeito aos direitos humanos de todos.
A OMCT possui sete programas:
- assistência às vítimas,
- direitos da criança,
- direitos econômicos, sociais e culturais,
- defensores dos direitos humanos,
- campanhas urgentes,
- violência contra a mulher,
- organismos de monitoramento de tratados da ONU.

Sua sede principal está situada em Genebra e possui igualmente representação em Bruxelas.